# 한국이주인권센터
한국이주인권센터(Korea Migrant Human Rights Center)는 한국 내 이주민들의 인권보호를 위한 단체이다. 2001년 2월 설립되었다. 주요 활동으로 노동/인권 상담, 이주민 배움터, 다문화교육센터 등이 있다.